# Nimco Ali
Nimco Ali (somali Nimco Cali) és una activista social somali consultor de formació independent. És co-fundadora i directora de Filles d'Eva, una organització sense ànim de lucre.

## Vida personal
Ali va néixer entre 1982 i 1983 a Somàlia. Quan tenia quatre anys, la seva família es va traslladar a Manchester, Anglaterra, on va créixer. Té quatre germans, un d'ells, Mohamed, és president dels Conservadors Somalis. Per la seva educació post-secundària, Ali va assistir a la Universitat de l'Oest d'Anglaterra, Bristol.

## Carrera
Alí va treballar els seus primers anys com a funcionària, També va exercir uns anys com a defensora dels drets de la dona i consultora de formació independent.
En 2010, juntament amb la psicoterapeuta Leyla Hussein va fundar Filles d'Eva. Aquesta organització sense ànim de lucre va ser creada per ajudar nenes i dones joves, amb un enfocament que proporciona educació i sensibilització sobre la mutilació genital femenina (MGF). Ali fou sotmesa al procediment als set anys a un hospital de Djibouti mentre estava de vacances amb la seva família. Més tard va patir complicacions de salut i es va sotmetre a cirurgia reconstructiva. L'experiència i la trobada amb alters dones que havien patit l'operació la van inspirar a assistir a les noies en rics i a fer una crida per a l'erradicació d'aquesta pràctica.
Adicionalment, Ali serveix com a Coordinadora de Xarxa a End FGM/C Social Change Campaign. També ha escrit extensament sobre els drets nacionals de gènere.
El 18 d'abril de 2015, Ali va parlar en una de les primeres reunions d'un nou partit polític, el Partit d'Igualtat de les Dones.

## Premis
En 2014, Ali i Hussein van rebre un premi a la comunitat/organització benèfica al 2014 al premi Dona de l'Any de la Red Magazine pel seu treball amb les Filles d'Eva. També van quedar sisenes en la Woman's Hour Power List 2014. She was named one of BBC's 100 Women during 2018.

## Activitat política
S'ha dit que Ali ha deixat de donar suport al Partit Laborista després que Jeremy Corbyn n'esdevingués líder, tanmateix Ali ha aparegut en prospectes dels Liberal-Demòcrates abans que Corbyn esdevingués líder laborista. A les eleccions generals del Regne Unit de 2017 es va presentar com a candidata per Hornsey and Wood Green a Londres Nord pel Partit per la Igualtat de les Dones. Nimco va assolir 551 vots (0.9%), i va quedar en el 5è lloc dels vuit candidats que participaven, i va perdre el seu dipòsit.
L'estiu de 2018 es va postular com a candidata del Partit Conservador del Regne Unit a les eleccions a l'alcaldia de Londres de 2020, però no va ser seleccionada. El mateix any fou seleccionada dins les 100 BBC Women.